# Верхов'є (Оршанський район)
Верхов'є — (біл. Вярхоўе), село в складі Оршанського району розташоване в Вітебської області Білорусі. Село підпорядковане Зубревіцькій сільській раді.
Веска Верхов'є розташована на півночі Білорусі, у південній частині Вітебської області.